# Jenny Piro
Jenny Piro (Cefalù, 22 aprile 1983) è una calciatrice italiana, centrocampista o attaccante del Palermo.

## Palmarès
- Campionato italiano di Serie B: 2

Acese: 2014-2015
Pink Sport Time: 2016-2017